# Love clear -ラブクリア-
『love clear -ラブクリア-』は、戯画より2019年1月25日に発売された18禁恋愛アドベンチャーゲームである。
本作は、同ブランドの「キス」シリーズとは別の角度から「等身大の恋愛」を描くという目的で開発された。また、本作は「透明感」をコンセプトとしており、主人公とヒロインたちとの関係性や、水の表現などにおいてそのコンセプトを表現している。
家庭用ゲーム機向けとして、エンターグラムよりPlayStation 4/PlayStation Vita版が2020年2月27日に、Nintendo Switch版が2022年2月24日に発売された。

## ストーリー
退屈な日常を過ごしていた主人公はある日、猫を追いかけて学園の中庭で後輩の幼馴染と再会し、それがきっかけで他の少女達とも徐々に仲を深める。

## 登場人物
浅葉 樹（あさば いつき）
本作の主人公。明確な自分の意志をもっている一方、人付き合いは苦手。
天乃 ひまり（あまの ひまり）
声 - 猫村ゆき
主人公の幼馴染。一時期、疎遠になっていたが、再会して徐々に仲を深める。
水澄 律（みすみ りつ）
声 - 波奈束風景
主人公の同級生。クールで才色兼備だと評判だが、実際は素直でポンコツな人物である。ガラス細工を好む。
真崎 英梨（まさき えり）
声 - ゆうき愛
主人公と同学年。自分に対しても他人に対しても厳しく、甘えるのが苦手。
千代 小羽（ちしろ こはね）
声 - 恋羽もこ
一見、主人公よりも年下に見えるが、実際には主人公の一つ年上の先輩。騙されやすいのでチョロ子と呼ばれる。
黒須 姫月（くろす きづき）
声 - 雨夜ほたる
主人公の同級生。毒舌で主人公にきつく当たる一方で水澄律とは仲が良い。無類の猫好きで、猫のことになると態度が一変する。
橘田 ほのか（きつた ほのか）
声 - もちきな子
主人公のクラスの担任教師。物腰は柔らかい一方で頑固な一面もある。頭の回転が速く主人公は頭が上がらない。
水澄 玲（みすみ あきら）
声 - 播磨灘駿
消防士。水澄律の兄。相談してきた相手に的外れなアドバイスをすることもあるが信頼されている。
栗原 和代（くりはら かずよ）
声 - 明治チョ子
喫茶店のオーナー。亡き夫とともに始めた店を数十年にわたり続けている。温厚な性格。